# Катан (военачальник)
Катан (Катен) (др.-греч. Κατανης) — среднеазиатский правитель и военачальник IV века до н. э., предположительно из Паретакены.

## Биография
О происхождении Катана древние авторы не сообщают. По мнению современных исследователей Ляпуновой Н. Н. и Нечаева Р. Ю., он мог быть скифом, на что косвенным образом указывает его отмеченное Курцием Руфом замечательное искусство стрельбы из лука, поражавшее окружающих. Оранский И. М. также отмечал сходство этого имени с некоторыми антропонимами скифо—сарматского населения Причерноморья. Однако указанные исследователи при этом указывали, что, судя по историческим источникам, каких-либо прочных связей с номадами Катан не имел. Шахермайр Ф. прямо назвал его представителем среднеазиатской знати.
По свидетельству Курция Руфа, Катан, пользовавшийся, равно как и Датаферн, особым доверием у Бесса, принял участие в заговоре против него. Недовольных действиями самопровозглашённого царя возглавил Спитамен. При помощи хитрости заговорщики схватили Бесса и отвезли Александру Македонскому. Арриан эти события передает несколько иначе и имени Катана не называет.
Впоследствии Спитамен и Катан возглавили восстание против власти «яванов», распространив слухи о том, что Александр решил истребить конницу бактрийцев. После гибели Спитамена и успешного завершения македонянами кампании в Бактрии и Согдиане оказывать отпор захватчикам продолжали только Катан и его соплеменник Австан. Поэтому Гафуров Б. Г. высказал предположение, что они были «племенными вождями, сопротивляющимися даже тогда, когда представители местной аристократии изменили своему долгу и пошли на примирение с завоевателем». Александр направил против непокорных Кратера с большим отрядом. В кровопролитном сражении восставшие были разбиты. Австан был схвачен, а Катан пал на поле боя. С уничтожением последнего очага восстания в Паретакене окончилось покорение македонянами Средней Азии.